# پنج دریاچه (سیبری غربی)
پنج دریاچه (به لاتین: Five Lakes) یک مجموعه دریاچه در روسیه است که در استان نووسیبیرسک واقع شده‌است.